# Steven Verhelst (componist)
Steven Verhelst (Wilrijk, 30 september 1981) is een Belgisch componist, trombonist en bastrombonist.

## Levensloop
Verhelst begon hij studies aan het Koninklijk Vlaams Conservatorium te Antwerpen, waar hij hoofdvak bastrombone volgde bij Ben Haemhouts. Vervolgens studeerde hij bij Ben van Dijk, Jörgen van Rijen, Henrik-Jan Renes, Pierre Volders en George Wiegel aan het Rotterdams Conservatorium. Naast deze studies heeft hij deelgenomen aan masterclasses en cursussen met orkesttrombonisten uit Berlijn, Wenen en Chicago, maar ook bij de trombone-virtuozen Christian Lindberg en Michel Becquet. Jazzervaring deed hij op bij Bart Van Lier en Ilja Reijngoud.
Hij heeft in vele Belgische en Nederlandse orkesten meegespeeld zoals het Rotterdams Philharmonisch Orkest, het Metropole Orkest en het Radio Filharmonisch Orkest. In 2005 was hij lid van het Wereld Jeugdorkest tijdens de zomer-concertreis naar de Volksrepubliek China met de dirigent Josep Vicent.
Hij is ook lid van verschillende ensembles zoals World Brass, het Nederlands Blazers Ensemble en het Belgisch Koper Offensief.
Als componist schreef hij voor bekende artiesten (Ben van Dijk, Henrik-Jan Renes, Fritz Damrow) en ensembles (New Trombone Collective en het Rotterdams Philharmonisch Orkest).

## Composities

### Kamermuziek
- 2006 Capriccio, voor bastrombone en zes trombones[1]
- 2008 First Class, voor tromboneoktet
- 6:35, voor groot tromboneensemble (10 trombones en 5 bastrombones)[2]
- Bastasia, voor 5 trombones en tuba naar het "Adagio" uit de "Sonate in Fa Majeur" van Tomaso Albinoni[3]